# Weekly Comic Bunch
Weekly Comic Bunch (яп. 週刊コミックバンチ Сю:кан Комикку Банти) ー прекративший публикацию японский журнал сэйнэн-манги, издававшийся еженедельно компанией Shinchosha под редакцией компании Coamix с 2001 года по 2010 год. Полные собрания всех изданных серий публиковались под лейблом Bunch Comics.

## История
В 2000 году Нобухико Хори, бывший главный редактор Weekly Shonen Jump, наряду с бывшими авторами Jump, работавшими при нём, такими как Тэцуо Хара и Цукаса Ходзё, с компанией Shinchosha, выступавшей в качестве делового партнера, основал компанию редакции манги Coamix. Первый выпуск Comic Bunch под редакцией Coamix был опубликован 15 мая 2001 года (датирован 29 мая на обложке). Перед официальной первой публикацией компания выпустила бесплатную версию выпуска для предварительного просмотра с иллюстрациями и интервью с различными художниками. Журнал был первоначально опубликован во вторник, но с 2002 года публикацию передвинули на пятницу.
В 2010 году Shinchosha перестала публикацию Weekly Comic Bunch с выпуском за 10 сентября (опубликован 27 августа), ставшим последним. В день публикации последнего выпуска выпуска Shinchosha возобновила официальный сайт Comic Bunch, объявив о своих планах оживить журнал в качестве ежемесячника под названием Monthly Comic @BUNCH (яп. 月刊コミック@バンチ Гэккан Комикку Атто Банти), который позже стал издаваться с 21 января 2011 года. Coamix начала публиковать несвязанный с Comic Bunch журнал-антологию манги под названием Monthly Comic Zenon, дебютировавший 25 октября 2010 года.

## Манги, выходившие в Weekly Comic Bunch
- Akihabara@Deep[англ.] (автор Макото Аканэ) (2005–2007 годы)
- Angel Heart (автор Цукаса Ходзё[англ.]) (2001–2010 годы, продолжена в Monthly Comic Zenon, 2010-2017 годы)
- Attack!! (автор Цукаса Осима) (2006–2010 годы)
- Bus Hashiru. (автор Сумомо Юмэка) (2005-2007 годы)
- Bow Wow Wata[англ.] (автор Умэкава Кадзуми) (2001–2004 годы, продолжена в Comic Rex, 2004–2009 годы)
- Brave Story (автор Миябэ Миюки и Ёитиро Оно) (2003–2008 годы)
- Btooom! (автор Дзюнъя Иноуэ) (2009–2010 годы, продолжена в Monthly Comic @BUNCH)
- Choujuu Gitan (автор Юка Нагатэ) (2009–2010 годы, продолжена в Comic Ran)
- Concierge (автор Митихико Тоэй и Хидэюки Исидзэки) (2003–2010 годы)
- Debu ni Natte Shimatta Otoko no Hanashi (автор Ацуко Такакура) (2008 год)
- Ekrano (автор Мохиро Кито) (2012 год)
- Fist of the Blue Sky[англ.] (автор Буронсон и Тэцуо Хара[англ.]) (2001–2010 годы)
- Fukukon!  (2009 год)
- Gifuu Doudou!!: Naoe Kanetsugu - Maeda Keiji Tsukigatari (автор Тэцуо Хара и Юдзи Такэмура) (2008–2010 годы)
- Go Go Kochira Shiritsu Hanasaki Tantei Jimusho. (автор Ватару Ватанабэ) (2006 год)
- Gu Ra Me!: Daisaishou no Ryourinin (автор Мицуру Нисимура и Мицуру Оодзаки) (2006–2010 годы)
- Hokuto no Ken - Jagi Gaiden (автор Синъити Хиромото) (2008-2009 годы)
- Hokuto no Ken - Juuza Gaiden (автор Буронсон, Тэцуо Хара и Missile Kakurai) (2010 год)
- Hokuto no Ken Rei Gaiden: Karei naru Fukushuusha (автор Ясуюки Нэкой) (2006 год)
- Hokuto No Ken - Ryuken Gaiden (автор Синъити Хиромото) (2006 год)
- Hokuto no Ken - Toki Gaiden  (автор Юка Нагатэ) (2007–2008 годы)
- Hokuto no Ken - Yuria Gaiden (автор Аюми Касай) (2006–2007 годы)
- Houfuku no Mouflon (автор Дзиро Уэно и Ёитиро Оно) (2002–2003 годы)
- Inu-Five (автор Кэндзи Сониси) (2009–2010 годы)
- Kasai Chousakan Nanase (автор Идзо Хасимото и Томосигэ Исикава) (2005–2007 годы)
- Legends of the Dark King[англ.] (автор Юко Осада) (2006–2007 годы)
- M.C. Law (авторы Май Цуругина и Юкай Асада) (2005 год)
- Makyou no Shanana (авторы Хироси Ямамото и Хироюки Тамакоси) (2009–2010 год)
- Miquiztli II: Taiyou no Shinigami (автор Кодзи Маки) (2009–2010 годы)
- My Girl (автор Мидзу Сахара) (2006–2010 годы)
- Naikaku Kenryoku Hanzai Kyousei Torishimarikan Zaizen Joutarou (автор Кэн Китасиба и Ясухиро Ватанабэ) (2003–2007 годы)
- Nemuri Kyoshiro[англ.] (автор Ёсихиро Янагава) (2001–2003 годы)
- Nihonkoku Daitouryou: Sakurazaka Mantarou (автор Ёсики Хидака и Кэндзи Ёсида) (2003–2006 годы)
- Ouroboros: Keisatsu wo Sabaku wa Ware ni Ari (автор Юя Кандзаки) (2009–2010 годы, продолжена в Monthly Comic @BUNCH)
- P.I.P. (автор Кудзира Савай и Акира Фукая) (2004 годы)
- Restore Garage 251: Kurumaya Jumejirou  (автор Рюдзи Цугихара) (2001–2010 годы)
- Saibanchou! Koko wa Choueki 4-nen de Dousuka (автор Торо Китао и Инусукэ Мацухаси) (2007–2010 годы)
- Snark-gari (автор Хирото Оиси и Миюки Миябэ) (2008 год)
- Shin Kijou no Kowloon (автор Такаси Нагасаки и Томо Аоки) (2005–2009 годы)
- Shin Violence Jack[англ.] (автор Го Нагай) (2005–2008 годы)
- Soukoku no Garou - Hokuto no Ken Rei Gaiden (автор Ясуюки Нэкой) (2007–2009 годы)
- Takane no Hana (автор Тиэ Синкю) (2007 год)
- Tenshou no Ryuuma (автор Синъя Умэмура и Эйдзи Хасимото) (2009 год)
- The First President of Japan[англ.] (автор Ёсики Хидака и Рюдзи Цугихара) (1998–2000 годы)
- The Man I Love (автор Kohske) (2009 год)
- The Yakiniku People Bulgogi (автор Дзюн Томидзава) (2006–2007 годы)
- Tokyo 23 (автор Такэси Арасида и Эйдзи Хасимото) (2008 год)
- Tsūkai Maihōmu (автор Сатоси Икэдзава)
- Un na Kanojo (автор Кэй Кусуноки) (2009–2010 годы)
- Watashitachi no Shiawase na Jikan (автор Мидзу Сахара) (2008 год)
- Woodstock (автор Юкай Асада) (2008–2010 годы, продолжена в Monthly Comic @BUNCH)
- Yagyuu Hijouken Samon (автор Ёсиаки Табата, Кэйитиро Рю и Юки Ёго) (2007–2009 год)
- Zennou no Noa (автор Ёитиро Оно) (2009 год)
- 51 Ways to Save Her[англ.] (автор Усамару Фуруя) (2006–2007 год)
- «Исповедь неполноценного человека» (автор Усамару Фуруя[англ.], на основе оригинальной истории авторства Осаму Дадзая) (2009–2010 годы)

## Манги, выходившие/выходящие в Monthly Comic @BUNCH
- Artiste[англ.] (автор Таро Самоэдо) (2016–2024)
- Btooom! (автор Дзюнъя Иноуэ) (2010–2018 годы)
- Btooom! U-18 (автор Юя Канзаки) (2018-2022 годы)
- Cloud (автор Дзюнъити Нодзё) (онгоинг c 2011 года)
- Dinosaur Sanctuary[англ.] (автор Итару Киносита) (2021–2024) (продолжена в Comic Bunch Kai)
- Gangsta. (автор Kohske) (онгоинг c 2011 года)
- Gunka no Baltzar[англ.] (автор Митицунэ Накадзима) (2010-2022 годы, продолжена в Bessatsu Shonen Magazine)
- Hito no Ko (автор Хидэки Арай) (2017-2021 годы)
- Lunatic Circus (автор Усамару Фуруя) (2020–2024) (продолжена в Comic Bunch Kai)
- Moeyo Ken[англ.] (авторы Рютаро Сиба, Эмэру Комацу и Ёсики Каната (2021–2024) (продолжена в Comic Bunch Kai)
- Ouroboros: Keisatsu wo Sabaku wa Ware ni Ari (автор Юя Кандзаки) (2010–2017 годы)
- Poco's Udon World (автор Нодока Синомару) (2012–2019 годы)
- Tosho Lin Kai(автор Нодока Синомару) (2021–2022 годы)
- Woodstock (автор Юкай Асада) (2010–2014 годы)

## Аниме адаптации
- Angel Heart — осень 2005 года
- Naikaku Kenryoku Hanzai Kyousei Torishimarikan Zaizen Joutarou — лето 2006 года
- Fist of the Blue Sky[англ.] — осень 2006 года
- Legends of the Dark King[англ.] — осень 2008 года
- Btooom! — осень 2012 года
- Gangsta.  — лето 2015 года
- Poco's Udon World — осень 2016 года